# Manuel Lozano Guillén
Pour les articles homonymes, voir Lozano.
Ne doit pas être confondu avec Manuel Lozano, Manuel Pinto Queiroz Ruiz ou Manuel Lozano Garrido.
Manuel Lozano Guillén, né à Belver de Cinca en 1904 et mort à Saragosse en 1945, est un militant syndicaliste anarchiste et militaire espagnol durant la guerre d'Espagne.

## Biographie
Né à Belver de Cinca au sein d'une famille modeste, il émigre dans sa jeunesse en Catalogne. Militant de la Confédération nationale du travail (CNT), il est victime de la répression policière et doit s'exiler en France durant la dictature de Primo de Rivera.
Il revient en Espagne dès que la Deuxième République espagnole est proclamée.
Pendant la Guerre d'Espagne, il intègre les Milices confédérales. Il combat notamment lors du siège d'Huesca.
Lors de l'avancée des troupes nationalistes, il est incarcéré dans les camps de concentration d'Albatera et de Barbastro.
Il est condamné à 20 ans de prison, et reçoit le soutien du réseau du groupe Ponzán, organisé par Francisco Ponzán en France, qui échoue à le faire évader.
Il est fusillé le 24 avril 1945 à Saragosse.